# Mistrzostwa Cypru kategorii A w piłce siatkowej mężczyzn (2024/2025)
Mistrzostwa Cypru kategorii A w piłce siatkowej mężczyzn 2024/2025 (oficjalna nazwa ze względów sponsorskich: gr. Πρωτάθλημα ΟΠΑΠ Α΄Κατηγορίας ανδρών 2024/2025, Protatlima OPAP A΄katigorias andron 2024/2025) – 75. sezon rozgrywek o mistrzostwo Cypru w piłce siatkowej, w tym 48. sezon zorganizowany przez Cypryjski Związek Piłki Siatkowej (gr. Κυπριακή Ομοσπονδία Πετοσφαίρισης, ΚΟΠΕ). Rozpoczął się 18 października 2024 roku i trwał do 23 kwietnia 2025 roku.
W mistrzostwach Cypru kategorii A uczestniczyło 7 drużyn. Rozgrywki składały się z fazy zasadniczej, fazy play-off oraz meczów o miejsca 5-7. W fazie zasadniczej zespoły rozegrały ze sobą po dwa spotkania. Cztery najlepsze drużyny awansowały do fazy play-off, pozostałe rywalizowały o miejsca 5-7. Faza play-off obejmowała półfinały, mecz o 3. miejsce oraz finały.
Po raz piąty mistrzem Cypru został Kuutio Homes Pafiakos Pafos, który w finałach fazy play-off pokonał Omonię Nikozja. Trzecie miejsce zajął klub Nea Salamina Famagusta.
Sponsorem tytularnym mistrzostw Cypru było przedsiębiorstwo prowadzące gry losowe OPAP.

## System rozgrywek
Mistrzostwa Cypru kategorii A w sezonie 2024/2025 składały się z fazy zasadniczej, fazy play-off oraz meczów o miejsca 5-7.

### Faza zasadnicza
W fazie zasadniczej drużyny rozegrały ze sobą po dwa spotkania systemem kołowym (mecz u siebie i rewanż na wyjeździe). Cztery najlepsze zespoły awansowały do fazy play-off, pozostałe natomiast grały o miejsca 5-7.

### Faza play-off
Faza play-off składała się z półfinałów, meczu o 3. miejsce i finałów. Pary półfinałowe powstały na podstawie miejsc zajętych przez poszczególne drużyny w fazie zasadniczej według klucza:
- para 1: 1 – 4;
- para 2: 2 – 3.

Rywalizacja w parach toczyła się do czterech zwycięstw, z tym że wliczane były mecze rozegrane w fazie zasadniczej między drużynami w danej parze. Jeżeli stan rywalizacji po fazie zasadniczej wynosił 1-1, wówczas gospodarzem trzeciego, piątego i siódmego spotkania był zespół, który zajął wyższe miejsce w fazie zasadniczej, natomiast czwartego i szóstego meczu – drużyna, która zajęła niższe miejsce w fazie zasadniczej. Jeżeli stan rywalizacji po fazie zasadniczej wynosił 2-0, wówczas gospodarzem trzeciego i szóstego spotkania był zespół, który miał gorszy bilans meczów w parze, natomiast czwartego, piątego i siódmego meczu – ten, który miał lepszy bilans w parze. Zwycięzcy w parach awansowali do finałów, przegrani natomiast rozegrali jeden mecz o 3. miejsce.
W finałach rywalizacja toczyła się na zasadach analogicznych co w półfinałach.

### Mecze o miejsca 5-7
Drużyny, które w fazie zasadniczej zajęły miejsca 5-7, rozegrały ze sobą po dwa mecze systemem kołowym (mecz u siebie i rewanż na wyjeździe). Do tabeli wliczone zostały wszystkie mecze z fazy zasadniczej. Pozycja w tabeli po rozegraniu wszystkich spotkań decydowała o ostatecznym miejscu w klasyfikacji końcowej, tj. ta drużyna, która zajęła 1. miejsce w tabeli, zakończyła sezon na 5. miejscu itd. Zespół, który zakończył rozgrywki na 7. miejscu, trafił do baraży.

### Baraże
W barażach uczestniczyły dwie drużyny: ta, która zajęła 7. miejsce w kategorii A, oraz wicemistrz kategorii B. Zespoły rozegrały ze sobą dwumecz. O zwycięstwie w dwumeczu decydowała liczba zdobytych punktów. Za zwycięstwo 3:0 lub 3:1 drużyna otrzymywała 3 punkty, za zwycięstwo 3:2 – 2 punkty, za porażkę 2:3 – 1 punkt, natomiast za porażkę 1:3 lub 0:3 – 0 punktów. Jeżeli po rozegraniu dwumeczu obie drużyny miały taką samą liczbę punktów, rozgrywany był tzw. złoty set do 15 punktów z dwoma punktami przewagi jednej z drużyn. Zwycięzca baraży zapewnił sobie udział w kategorii A w sezonie 2025/2026.

### Kryteria ustalenia pozycji w tabeli
O kolejności w tabeli decydowały następujące kryteria:
1. liczba punktów (3:0 i 3:1 – 3 punkty dla zwycięzcy, 0 punktów dla przegranego; 3:2 – 2 punkty dla zwycięzcy, 1 punkt dla przegranego),
2. liczba zwycięstw,
3. różnica między setami wygranymi a przegranymi,
4. stosunek setów wygranych do przegranych,
5. różnica między małymi punktami zdobytymi a straconymi,
6. stosunek małych punktów zdobytych do straconych,
7. bilans w meczach bezpośrednich pomiędzy zainteresowanymi drużynami zgodnie z punktami 1-6,
8. dodatkowy mecz na neutralnym terenie.

## Drużyny uczestniczące
W Mistrzostwach Cypru kategorii A w sezonie 2024/2025 uczestniczyło 7 drużyn. W porównaniu z poprzednim sezonem skład rozgrywek nie zmienił się. Pomimo awansu do kategorii A mistrz kategorii B w sezonie 2023/2024 – Olimpiada Neapolis – postanowił pozostać na drugim poziomie rozgrywkowym.
W maju 2024 roku władze klubów Enosis Neon Paralimni i Anagennisi Derinia podjęły decyzję o zakończeniu funkcjonowania wspólnej drużyny Enosis Anagennisi Derinia. W kategorii A pozostał klub Anagennisi Derinia, natomiast Enosis Neon Paralimni brał udział w kategorii B.
| Mistrzostwa Cypru kategorii A 2024/2025                                               | Mistrzostwa Cypru kategorii A 2024/2025 |                                |
| ------------------------------------------------------------------------------------- | --------------------------------------- | ------------------------------ |
| Omonia Nikozja                                                                        | 1                                       | el. Ligi Mistrzów • Puchar CEV |
| Kuutio Homes Pafiakos Pafos                                                           | 2                                       | Puchar CEV                     |
| Nea Salamina Famagusta                                                                | 3                                       |                                |
| Anorthosis Famagusta                                                                  | 4                                       |                                |
| Anagennisi Derinia                                                                    | 5                                       |                                |
| AE Karawa Lambusa                                                                     | 6                                       |                                |
| APOEL                                                                                 | 7                                       |                                |
| Oznaczenia: - kolumna druga – miejsce zajęte przez daną drużynę w poprzednim sezonie. |                                         |                                |

## Hale sportowe
| Drużyna                     | Hala sportowa                               | Miejscowość                        | *     |
| --------------------------- | ------------------------------------------- | ---------------------------------- | ----- |
| AE Karawa Lambusa           | Lykeio Polemidion                           | Kato Polemidia (dystrykt Limassol) | [ a ] |
| AE Karawa Lambusa           | Centrum sportowe Temistoklio                | Kato Polemidia (dystrykt Limassol) | [ a ] |
| Anagennisi Derinia          | Hala sportowa Anagennisi                    | Derinia                            |       |
| Anorthosis Famagusta        | Centrum sportowe Temistoklio                | Kato Polemidia (dystrykt Limassol) |       |
| APOEL                       | Hala sportowa Lefkoteo                      | Engomi (dystrykt Nikozja)          |       |
| Kuutio Homes Pafiakos Pafos | Centrum sportowe Afroditi                   | Pafos                              |       |
| Nea Salamina Famagusta      | Gimnazjum Ajos Atanasios                    | Ajos Atanasios                     |       |
| Omonia Nikozja              | Hala sportowa Tasos Papadopulos – Elefteria | Engomi (dystrykt Nikozja)          |       |
| Źródło:                     |                                             |                                    |       |

| AE KarawaAPOELAnorthosisNea Salamina · FamagustaPafiakosAnagennisiOmonia Lokalizacja głównych obiektów sportowych |

## Trenerzy
| Drużyna                     | Trener                | Asystent trenera        |
| --------------------------- | --------------------- | ----------------------- |
| AE Karawa Lambusa           | Stelios Masias        | Andreas Chrisostomu     |
| Anagennisi Derinia          | Alaksandr Sinhajeuski | Andreas Zanis           |
| Anorthosis Famagusta        | Kiriakos Kamberidis   | Konstandinos Karpatakis |
| APOEL                       | Marios Chrisostomu    | Petros Chadzikiriakos   |
| Kuutio Homes Pafiakos Pafos | Jorgos Platritis      | Dimitris Wamwatsulis    |
| Nea Salamina Famagusta      | Kiriakos Adamu        | Nikolas Nikolau         |
| Omonia Nikozja              | Sawas Sawa            | Sotiris Petrakidis      |

### Zmiany trenerów
| Klub                        | Były trener           | Data odejścia           | Nowy trener                       | Data przyjścia          | *      |
| --------------------------- | --------------------- | ----------------------- | --------------------------------- | ----------------------- | ------ |
| Przed sezonem               |                       |                         |                                   |                         |        |
| Anagennisi Derinia          | Dimitris Apostolu     | koniec sezonu 2023/2024 | Alaksandr Sinhajeuski             | przed sezonem 2024/2025 | [ 9 ]  |
| Anorthosis Famagusta        | Jorgos Platritis      | koniec sezonu 2023/2024 | Kiriakos Kamberidis               | przed sezonem 2024/2025 | [ 10 ] |
| Kuutio Homes Pafiakos Pafos | Jorge Cannestracci    | koniec sezonu 2023/2024 | Jorgos Platritis                  | przed sezonem 2024/2025 | [ 11 ] |
| W trakcie sezonu            |                       |                         |                                   |                         |        |
| AE Karawa Lambusa           | Dragan Bonić          | 10.11.2024              | Konstandinos Janakos (p.o.)       | —                       | [ b ]  |
| AE Karawa Lambusa           | Dragan Bonić          | 10.11.2024              | Konstandinos Chadzidamianu (p.o.) | —                       | [ b ]  |
| AE Karawa Lambusa           | Dragan Bonić          | 10.11.2024              | Adonis Herrera (p.o.)             | —                       | [ b ]  |
| AE Karawa Lambusa           | Adonis Herrera (p.o.) | —                       | Martin Stoew                      | 7.12.2024               | [ 12 ] |
| AE Karawa Lambusa           | Martin Stoew          | 31.12.2024              | Stelios Masias                    | 1.01.2025               |        |

## Faza zasadnicza

### Tabela wyników
| Gospodarz \ Gość1           | OMO | PAF | NSF | ANO | ANG | AEK | APOEL |
| --------------------------- | --- | --- | --- | --- | --- | --- | ----- |
| Omonia Nikozja              | -   | 3:1 | 3:0 | 3:0 | 3:2 | 3:0 | 3:1   |
| Kuutio Homes Pafiakos Pafos | 3:1 | -   | 3:1 | 3:2 | 3:0 | 3:0 | 3:0   |
| Nea Salamina Famagusta      | 1:3 | 2:3 | -   | 3:0 | 3:1 | 3:1 | 3:0   |
| Anorthosis Famagusta        | 2:3 | 0:3 | 3:1 | -   | 3:0 | 1:3 | 2:3   |
| Anagennisi Derinia          | 0:3 | 0:3 | 1:3 | 3:1 | -   | 3:0 | 3:0   |
| AE Karawa Lambusa           | 0:3 | 0:3 | 2:3 | 3:2 | 3:2 | -   | 2:3   |
| APOEL                       | 0:3 | 0:3 | 0:3 | 0:3 | 3:1 | 3:1 | -     |

Źródło: 
1 Drużyna gospodarzy jest wymieniona po lewej stronie tabeli.
Kolory:
  zwycięstwo gospodarzy 3:0 lub 3:1
  zwycięstwo gospodarzy 3:2
  zwycięstwo gości 3:0 lub 3:1
  zwycięstwo gości 3:2

### Terminarz i wyniki spotkań
| WYNIKI SPOTKAŃ | WYNIKI SPOTKAŃ | WYNIKI SPOTKAŃ              | WYNIKI SPOTKAŃ                          | WYNIKI SPOTKAŃ              | WYNIKI SPOTKAŃ           | WYNIKI SPOTKAŃ | WYNIKI SPOTKAŃ |
| Data | Godz.          | Gospodarz                   | Rezultat                                | Gość                        | Hala sportowa            | Widzów         | *              |
| --- | -------------- | --------------------------- | --------------------------------------- | --------------------------- | ------------------------ | -------------- | -------------- |
| 1. KOLEJKA |                |                             |                                         |                             |                          |                |                |
| 19.10.2024 | 20:30          | AE Karawa Lambusa           | 3:2 (26:24, 20:25, 19:25, 25:20, 15:7)  | Anagennisi Derinia          | Centrum Temistoklio      | 50             | [ 14 ] [ 15 ]  |
| 18.10.2024 | 20:00          | APOEL                       | 0:3 (17:25, 17:25, 22:25)               | Nea Salamina Famagusta      | Hala Lefkoteo            | 49             | [ 16 ] [ 17 ]  |
| 21.10.2024 | 20:00          | Kuutio Homes Pafiakos Pafos | 3:2 (25:27, 22:25, 25:19, 25:16, 19:17) | Anorthosis Famagusta        | Centrum Afroditi         | bd.            | [ 18 ] [ 19 ]  |
| 2. KOLEJKA |                |                             |                                         |                             |                          |                |                |
| 25.10.2024 | 20:00          | Anagennisi Derinia          | 3:1 (25:19, 17:25, 25:20, 31:29)        | Anorthosis Famagusta        | Hala Anagennisi          | 160            | [ 20 ] [ 21 ]  |
| 25.10.2024 | 20:00          | Omonia Nikozja              | 3:1 (25:23, 25:20, 25:27, 25:12)        | Kuutio Homes Pafiakos Pafos | Hala Elefteria           | 116            | [ 22 ] [ 23 ]  |
| 28.10.2024 | 20:00          | AE Karawa Lambusa           | 2:3 (25:19, 25:19, 9:25, 22:25, 11:15)  | APOEL                       | Centrum Temistoklio      | 35             | [ 24 ] [ 25 ]  |
| 3. KOLEJKA |                |                             |                                         |                             |                          |                |                |
| 1.11.2024 | 20:00          | APOEL                       | 3:1 (26:24, 19:25, 25:20, 25:23)        | Anagennisi Derinia          | Hala Lefkoteo            | 45             | [ 26 ] [ 27 ]  |
| 1.11.2024 | 20:00          | Kuutio Homes Pafiakos Pafos | 3:1 (28:26, 15:25, 25:16, 25:15)        | Nea Salamina Famagusta      | Centrum Afroditi         | 150            | [ 28 ] [ 29 ]  |
| 1.11.2024 | 20:00          | Anorthosis Famagusta        | 2:3 (18:25, 25:11, 25:23, 27:29, 8:15)  | Omonia Nikozja              | Centrum Temistoklio      | 50             | [ 30 ] [ 31 ]  |
| 4. KOLEJKA |                |                             |                                         |                             |                          |                |                |
| 8.11.2024 | 20:00          | Anagennisi Derinia          | 0:3 (22:25, 22:25, 21:25)               | Omonia Nikozja              | Hala Anagennisi          | 200            | [ 32 ] [ 33 ]  |
| 9.11.2024 | 19:00          | AE Karawa Lambusa           | 0:3 (19:25, 19:25, 17:25)               | Kuutio Homes Pafiakos Pafos | Centrum Temistoklio      | 50             | [ 34 ] [ 35 ]  |
| 8.11.2024 | 20:30          | Nea Salamina Famagusta      | 3:0 (25:16, 25:23, 25:18)               | Anorthosis Famagusta        | Gimnazjum Ajos Atanasios | 200            | [ 36 ] [ 37 ]  |
| 5. KOLEJKA |                |                             |                                         |                             |                          |                |                |
| 25.11.2024 | 20:00          | Kuutio Homes Pafiakos Pafos | 3:0 (25:22, 25:17, 25:22)               | APOEL                       | Centrum Afroditi         | 110            | [ 38 ] [ 39 ]  |
| 15.11.2024 | 20:00          | Anorthosis Famagusta        | 1:3 (25:21, 21:25, 19:25, 17:25)        | AE Karawa Lambusa           | Centrum Temistoklio      | 90             | [ 40 ] [ 41 ]  |
| 15.11.2024 | 20:00          | Omonia Nikozja              | 3:0 (25:19, 30:28, 25:18)               | Nea Salamina Famagusta      | Hala Elefteria           | 140            | [ 42 ] [ 43 ]  |
| 6. KOLEJKA |                |                             |                                         |                             |                          |                |                |
| 22.11.2024 | 20:00          | Anagennisi Derinia          | 1:3 (25:23, 21:25, 30:32, 18:25)        | Nea Salamina Famagusta      | Hala Anagennisi          | 140            | [ 44 ] [ 45 ]  |
| 25.11.2024 | 20:00          | Omonia Nikozja              | 3:0 (25:18, 25:19, 25:18)               | AE Karawa Lambusa           | Hala Elefteria           | 68             | [ 46 ] [ 47 ]  |
| 22.11.2024 | 20:00          | APOEL                       | 0:3 (22:25, 17:25, 21:25)               | Anorthosis Famagusta        | Hala Lefkoteo            | 50             | [ 48 ] [ 49 ]  |
| 7. KOLEJKA |                |                             |                                         |                             |                          |                |                |
| 29.11.2024 | 20:00          | Kuutio Homes Pafiakos Pafos | 3:0 (25:19, 25:21, 25:22)               | Anagennisi Derinia          | Centrum Afroditi         | 114            | [ 50 ] [ 51 ]  |
| 29.11.2024 | 20:00          | Omonia Nikozja              | 3:1 (25:19, 29:31, 25:18, 25:23)        | APOEL                       | Hala Elefteria           | 80             | [ 52 ] [ 53 ]  |
| 29.11.2024 | 20:30          | Nea Salamina Famagusta      | 3:1 (25:19, 19:25, 25:20, 25:23)        | AE Karawa Lambusa           | Gimnazjum Ajos Atanasios | 70             | [ 54 ] [ 55 ]  |
| 8. KOLEJKA |                |                             |                                         |                             |                          |                |                |
| 6.12.2024 | 20:00          | Anagennisi Derinia          | 3:0 (25:23, 25:17, 25:19)               | AE Karawa Lambusa           | Hala Anagennisi          | 110            | [ 56 ] [ 57 ]  |
| 6.12.2024 | 20:30          | Nea Salamina Famagusta      | 3:0 (25:19, 25:17, 25:14)               | APOEL                       | Gimnazjum Ajos Atanasios | 74             | [ 58 ] [ 59 ]  |
| 9.12.2024 | 20:00          | Anorthosis Famagusta        | 0:3 (20:25, 23:25, 22:25)               | Kuutio Homes Pafiakos Pafos | Centrum Temistoklio      | 80             | [ 60 ] [ 61 ]  |
| 9. KOLEJKA |                |                             |                                         |                             |                          |                |                |
| 13.12.2024 | 20:00          | Anorthosis Famagusta        | 3:0 (25:21, 26:24, 25:23)               | Anagennisi Derinia          | Centrum Temistoklio      | 60             | [ 62 ] [ 63 ]  |
| 13.12.2024 | 20:00          | Kuutio Homes Pafiakos Pafos | 3:1 (25:22, 22:25, 25:17, 25:15)        | Omonia Nikozja              | Centrum Afroditi         | bd.            | [ 64 ] [ 65 ]  |
| 13.12.2024 | 20:30          | APOEL                       | 3:1 (25:23, 25:22, 16:25, 25:13)        | AE Karawa Lambusa           | Hala Lefkoteo            | 35             | [ 66 ] [ 67 ]  |
| 10. KOLEJKA |                |                             |                                         |                             |                          |                |                |
| 20.12.2024 | 20:00          | Anagennisi Derinia          | 3:0 (28:26, 25:22, 25:21)               | APOEL                       | Hala Anagennisi          | 130            | [ 68 ] [ 69 ]  |
| 13.01.2025 | 20:00          | Omonia Nikozja              | 3:0 (25:19, 25:15, 25:22)               | Anorthosis Famagusta        | Hala Elefteria           | 80             | [ 70 ] [ 71 ]  |
| 10.01.2025 | 20:30          | Nea Salamina Famagusta      | 2:3 (21:25, 25:20, 25:20, 21:25, 23:25) | Kuutio Homes Pafiakos Pafos | Gimnazjum Ajos Atanasios | 130            | [ 72 ] [ 73 ]  |
| 11. KOLEJKA |                |                             |                                         |                             |                          |                |                |
| 17.01.2025 | 20:00          | Anorthosis Famagusta        | 3:1 (25:21, 17:25, 25:20, 25:19)        | Nea Salamina Famagusta      | Centrum Temistoklio      | 120            | [ 74 ] [ 75 ]  |
| 20.01.2025 | 20:00          | Kuutio Homes Pafiakos Pafos | 3:0 (25:22, 25:17, 25:16)               | AE Karawa Lambusa           | Centrum Afroditi         | 58             | [ 76 ] [ 77 ]  |
| 17.01.2025 | 20:00          | Omonia Nikozja              | 3:2 (24:26, 20:25, 25:21, 25:19, 15:9)  | Anagennisi Derinia          | Hala Elefteria           | 70             | [ 78 ] [ 79 ]  |
| 12. KOLEJKA |                |                             |                                         |                             |                          |                |                |
| 23.01.2025 | 20:00          | APOEL                       | 0:3 (16:25, 12:25, 21:25)               | Kuutio Homes Pafiakos Pafos | Hala Lefkoteo            | 30             | [ 80 ] [ 81 ]  |
| 26.01.2025 | 19:00          | AE Karawa Lambusa           | 3:2 (20:25, 27:25, 24:26, 25:21, 15:8)  | Anorthosis Famagusta        | Lykeio Polemidion        | 29             | [ 82 ] [ 83 ]  |
| 24.01.2025 | 20:30          | Nea Salamina Famagusta      | 1:3 (20:25, 25:15, 21:25, 23:25)        | Omonia Nikozja              | Gimnazjum Ajos Atanasios | 120            | [ 84 ] [ 85 ]  |
| 13. KOLEJKA |                |                             |                                         |                             |                          |                |                |
| 31.01.2025 | 20:30          | Nea Salamina Famagusta      | 3:1 (25:22, 25:18, 19:25, 25:21)        | Anagennisi Derinia          | Gimnazjum Ajos Atanasios | 50             | [ 86 ] [ 87 ]  |
| 31.01.2025 | 20:30          | AE Karawa Lambusa           | 0:3 (16:25, 22:25, 18:25)               | Omonia Nikozja              | Lykeio Polemidion        | 50             | [ 88 ] [ 89 ]  |
| 31.01.2025 | 20:00          | Anorthosis Famagusta        | 2:3 (25:21, 22:25, 25:21, 21:25, 12:15) | APOEL                       | Centrum Temistoklio      | 70             | [ 90 ] [ 91 ]  |
| 14. KOLEJKA |                |                             |                                         |                             |                          |                |                |
| 7.02.2025 | 20:00          | Anagennisi Derinia          | 0:3 (15:25, 24:26, 21:25)               | Kuutio Homes Pafiakos Pafos | Hala Anagennisi          | 150            | [ 92 ] [ 93 ]  |
| 7.02.2025 | 20:00          | APOEL                       | 0:3 (26:28, 19:25, 23:25)               | Omonia Nikozja              | Hala Lefkoteo            | 42             | [ 94 ] [ 95 ]  |
| 8.02.2025 | 19:30          | AE Karawa Lambusa           | 2:3 (25:23, 19:25, 25:23, 20:25, 12:15) | Nea Salamina Famagusta      | Lykeio Polemidion        | 60             | [ 96 ] [ 97 ]  |
| Godziny do 27 października 2024 roku podane są według strefy czasowej UTC+3, a od 27 października 2024 roku według strefy czasowej UTC+2. Źródło: |                |                             |                                         |                             |                          |                |                |

### Tabela
| Lp.                                        | Drużyna                     | Pkt | Mecze | Mecze | Mecze | Rodzaj wyniku | Rodzaj wyniku | Rodzaj wyniku | Rodzaj wyniku | Rodzaj wyniku | Rodzaj wyniku | Sety | Sety | Sety | Małe punkty | Małe punkty | Małe punkty |
| Lp.                                        | Drużyna                     | Pkt | M     | W     | P     | 3:0           | 3:1           | 3:2           | 2:3           | 1:3           | 0:3           | wyg. | prz. | +/–  | zdob.       | str.        | +/–         |
| ------------------------------------------ | --------------------------- | --- | ----- | ----- | ----- | ------------- | ------------- | ------------- | ------------- | ------------- | ------------- | ---- | ---- | ---- | ----------- | ----------- | ----------- |
| 1                                          | Kuutio Homes Pafiakos Pafos | 31  | 12    | 11    | 1     | 7             | 2             | 2             | 0             | 1             | 0             | 34   | 9    | +25  | 1029        | 887         | +142        |
| 2                                          | Omonia Nikozja              | 31  | 12    | 11    | 1     | 6             | 3             | 2             | 0             | 1             | 0             | 34   | 10   | +24  | 1043        | 927         | +116        |
| 3                                          | Nea Salamina Famagusta      | 21  | 12    | 7     | 5     | 3             | 3             | 1             | 1             | 3             | 1             | 26   | 20   | +6   | 1065        | 1001        | +64         |
| 4                                          | Anorthosis Famagusta        | 13  | 12    | 3     | 9     | 2             | 1             | 0             | 4             | 2             | 3             | 19   | 28   | −9   | 1013        | 1069        | −56         |
| 5                                          | Anagennisi Derinia          | 11  | 12    | 3     | 9     | 2             | 1             | 0             | 2             | 3             | 4             | 16   | 28   | −12  | 979         | 1031        | −52         |
| 6                                          | APOEL                       | 10  | 12    | 4     | 8     | 0             | 2             | 2             | 0             | 1             | 7             | 13   | 30   | −17  | 900         | 1007        | −107        |
| 7                                          | AE Karawa Lambusa           | 9   | 12    | 3     | 9     | 0             | 1             | 2             | 2             | 2             | 5             | 15   | 32   | −17  | 955         | 1062        | −107        |
| Legenda: faza play-off mecze o miejsca 5-7 |                             |     |       |       |       |               |               |               |               |               |               |      |      |      |             |             |             |

Źródło: 
Punktacja: 3:0 i 3:1 – 3 pkt; 3:2 – 2 pkt; 2:3 – 1 pkt; 1:3 i 0:3 – 0 pkt
Zasady ustalania kolejności: zob. sekcję powyżej

## Faza play-off
Godziny do 30 marca 2025 roku podane są według strefy czasowej UTC+2, a od 30 marca 2025 roku według strefy czasowej UTC+3.

### Drabinka
|  |           |                             |                        |                        |                        |                        |                        |                        |           |                             |     |        |        |        |        |        |        |        |        |        |
|  | Półfinały | Półfinały                   | Półfinały              | Półfinały              | Półfinały              | Półfinały              | Półfinały              | Półfinały              | Półfinały |                             |     | Finały | Finały | Finały | Finały | Finały | Finały | Finały | Finały | Finały |
|  | Półfinały | Półfinały                   | Półfinały              | Półfinały              | Półfinały              | Półfinały              | Półfinały              | Półfinały              | Półfinały |                             |     | Finały | Finały | Finały | Finały | Finały | Finały | Finały | Finały | Finały |
|  |           |                             |                        |                        |                        |                        |                        |                        |           |                             |     |        |        |        |        |        |        |        |        |        |
|  |           |                             |                        |                        |                        |                        |                        |                        |           |                             |     |        |        |        |        |        |        |        |        |        |
|  | 1         | Kuutio Homes Pafiakos Pafos | (3)                    | (3)                    | 3                      | 3                      |                        |                        |           |                             |     |        |        |        |        |        |        |        |        |        |
|  | 1         | Kuutio Homes Pafiakos Pafos | (3)                    | (3)                    | 3                      | 3                      |                        |                        |           |                             |     |        |        |        |        |        |        |        |        |        |
|  | 4         | Anorthosis Famagusta        | (2)                    | (0)                    | 0                      | 1                      |                        |                        |           |                             |     |        |        |        |        |        |        |        |        |        |
|  | 4         | Anorthosis Famagusta        | (2)                    | (0)                    | 0                      | 1                      |                        |                        | 1         | Kuutio Homes Pafiakos Pafos | 1   | (3)    | 3      | 3      | 3      |        |        |        |        |        |
|  |           |                             |                        |                        |                        |                        |                        |                        |           | Kuutio Homes Pafiakos Pafos | 1   | (3)    | 3      | 3      | 3      |        |        |        |        |        |
|  |           |                             | 2                      | Omonia Nikozja         | (3)                    | (1)                    | 0                      | 0                      | 1         |                             |     |        |        |        |        |        |        |        |        |        |
|  | 2         | Omonia Nikozja              | 2                      | Omonia Nikozja         | (3)                    | (1)                    | 0                      | 0                      | 1         | (3)                         | (3) | 3      | 3      |        |        |        |        |        |        |        |
|  | 2         | Omonia Nikozja              |                        |                        |                        |                        |                        |                        |           |                             |     |        |        |        |        |        |        |        |        |        |
|  | 3         | Nea Salamina Famagusta      | (0)                    | (1)                    | 0                      | 1                      |                        |                        |           |                             |     |        |        |        |        |        |        |        |        |        |
|  | 3         | Nea Salamina Famagusta      | (0)                    | (1)                    | 0                      | 1                      | Mecz o 3. miejsce      |                        |           |                             |     |        |        |        |        |        |        |        |        |        |
|  |           |                             |                        |                        |                        |                        |                        |                        |           |                             |     |        |        |        |        |        |        |        |        |        |
|  |           |                             |                        |                        |                        |                        |                        |                        |           |                             |     |        |        |        |        |        |        |        |        |        |
|  |           |                             |                        |                        |                        |                        |                        |                        |           |                             |     |        |        |        |        |        |        |        |        |        |
|  | 3         | Nea Salamina Famagusta      | Nea Salamina Famagusta | Nea Salamina Famagusta | Nea Salamina Famagusta | Nea Salamina Famagusta | Nea Salamina Famagusta | Nea Salamina Famagusta | 3         |                             |     |        |        |        |        |        |        |        |        |        |
|  | 3         | Nea Salamina Famagusta      | Nea Salamina Famagusta | Nea Salamina Famagusta | Nea Salamina Famagusta | Nea Salamina Famagusta | Nea Salamina Famagusta | Nea Salamina Famagusta | 3         |                             |     |        |        |        |        |        |        |        |        |        |
|  | 4         | Anorthosis Famagusta        | Anorthosis Famagusta   | Anorthosis Famagusta   | Anorthosis Famagusta   | Anorthosis Famagusta   | Anorthosis Famagusta   | Anorthosis Famagusta   | 0         |                             |     |        |        |        |        |        |        |        |        |        |
|  | 4         | Anorthosis Famagusta        | Anorthosis Famagusta   | Anorthosis Famagusta   | Anorthosis Famagusta   | Anorthosis Famagusta   | Anorthosis Famagusta   | Anorthosis Famagusta   | 0         |                             |     |        |        |        |        |        |        |        |        |        |

Uwaga: W nawiasach podane zostały wyniki meczów rozegranych w fazie zasadniczej.

### Półfinały
Format: do czterech zwycięstw, uwzględniając mecze z fazy zasadniczej
| Data                            | Godz.                           | Gospodarz                       | Rezultat                                | Gość                        | Hala sportowa              | Widzów                     | *                          |
| ------------------------------- | ------------------------------- | ------------------------------- | --------------------------------------- | --------------------------- | -------------------------- | -------------------------- | -------------------------- |
| Kuutio Homes Pafiakos Pafos (1) | Kuutio Homes Pafiakos Pafos (1) | Kuutio Homes Pafiakos Pafos (1) | 4 – 0                                   | (4) Anorthosis Famagusta    | (4) Anorthosis Famagusta   | (4) Anorthosis Famagusta   | (4) Anorthosis Famagusta   |
| 21.10.2024                      | 20:00                           | Kuutio Homes Pafiakos Pafos     | 3:2 (25:27, 22:25, 25:19, 25:16, 19:17) | Anorthosis Famagusta        | Centrum Afroditi           | bd.                        | [ 18 ] [ 19 ]              |
| 9.12.2024                       | 20:00                           | Anorthosis Famagusta            | 0:3 (20:25, 23:25, 22:25)               | Kuutio Homes Pafiakos Pafos | Centrum Temistoklio        | 80                         | [ 60 ] [ 61 ]              |
| 4.04.2025                       | 20:00                           | Anorthosis Famagusta            | 0:3 (24:26, 19:25, 21:25)               | Kuutio Homes Pafiakos Pafos | Centrum Temistoklio        | 70                         | [ 101 ] [ 102 ]            |
| 7.04.2025                       | 20:00                           | Kuutio Homes Pafiakos Pafos     | 3:1 (25:14, 23:25, 25:22, 25:19)        | Anorthosis Famagusta        | Centrum Afroditi           | 150                        | [ 103 ] [ 104 ]            |
| Omonia Nikozja (2)              | Omonia Nikozja (2)              | Omonia Nikozja (2)              | 4 – 0                                   | (3) Nea Salamina Famagusta  | (3) Nea Salamina Famagusta | (3) Nea Salamina Famagusta | (3) Nea Salamina Famagusta |
| 15.11.2024                      | 20:00                           | Omonia Nikozja                  | 3:0 (25:19, 30:28, 25:18)               | Nea Salamina Famagusta      | Hala Elefteria             | 140                        | [ 42 ] [ 43 ]              |
| 24.01.2025                      | 20:30                           | Nea Salamina Famagusta          | 1:3 (20:25, 25:15, 21:25, 23:25)        | Omonia Nikozja              | Gimnazjum Ajos Atanasios   | 120                        | [ 84 ] [ 85 ]              |
| 28.03.2025                      | 20:00                           | Omonia Nikozja                  | 3:0 (25:17, 25:21, 25:15)               | Nea Salamina Famagusta      | Hala Elefteria             | 90                         | [ 105 ] [ 106 ]            |
| 4.04.2025                       | 20:30                           | Nea Salamina Famagusta          | 1:3 (25:27, 19:25, 25:15, 20:25)        | Omonia Nikozja              | Gimnazjum Ajos Atanasios   | 50                         | [ 107 ] [ 108 ]            |
| Źródło:                         |                                 |                                 |                                         |                             |                            |                            |                            |

### Mecz o 3. miejsce
Format: jeden mecz
| Data       | Godz. | Gospodarz              | Rezultat                  | Gość                 | Hala sportowa            | Widzów | *               |
| ---------- | ----- | ---------------------- | ------------------------- | -------------------- | ------------------------ | ------ | --------------- |
| 11.04.2025 | 20:00 | Nea Salamina Famagusta | 3:0 (25:21, 25:20, 25:22) | Anorthosis Famagusta | Gimnazjum Ajos Atanasios | 90     | [ 109 ] [ 110 ] |
| Źródło:    |       |                        |                           |                      |                          |        |                 |

### Finały
Format: do czterech zwycięstw, uwzględniając mecze z fazy zasadniczej
| Data                            | Godz.                           | Gospodarz                       | Rezultat                         | Gość                        | Hala sportowa      | Widzów             | *                  |
| ------------------------------- | ------------------------------- | ------------------------------- | -------------------------------- | --------------------------- | ------------------ | ------------------ | ------------------ |
| Kuutio Homes Pafiakos Pafos (1) | Kuutio Homes Pafiakos Pafos (1) | Kuutio Homes Pafiakos Pafos (1) | 4 – 1                            | (2) Omonia Nikozja          | (2) Omonia Nikozja | (2) Omonia Nikozja | (2) Omonia Nikozja |
| 25.10.2024                      | 20:00                           | Omonia Nikozja                  | 3:1 (25:23, 25:20, 25:27, 25:12) | Kuutio Homes Pafiakos Pafos | Hala Elefteria     | 116                | [ 22 ] [ 23 ]      |
| 13.12.2024                      | 20:00                           | Kuutio Homes Pafiakos Pafos     | 3:1 (25:22, 22:25, 25:17, 25:15) | Omonia Nikozja              | Centrum Afroditi   | bd.                | [ 64 ] [ 65 ]      |
| 11.04.2025                      | 20:00                           | Kuutio Homes Pafiakos Pafos     | 3:0 (25:13, 25:15, 25:22)        | Omonia Nikozja              | Centrum Afroditi   | 550                | [ 111 ] [ 112 ]    |
| 14.04.2025                      | 20:00                           | Omonia Nikozja                  | 0:3 (16:25, 21:25, 22:25)        | Kuutio Homes Pafiakos Pafos | Hala Elefteria     | 190                | [ 113 ] [ 114 ]    |
| 23.04.2025                      | 20:00                           | Kuutio Homes Pafiakos Pafos     | 3:1 (25:14, 22:25, 25:22, 25:15) | Omonia Nikozja              | Centrum Afroditi   | 800                | [ 115 ] [ 116 ]    |
| Źródło:                         |                                 |                                 |                                  |                             |                    |                    |                    |

## Mecze o miejsca 5-7

### Tabela wyników
| Gospodarz \ Gość1  | ANG | APOEL | AEK |
| ------------------ | --- | ----- | --- |
| Anagennisi Derinia | -   | 2:3   | 0:3 |
| APOEL              | 3:1 | -     | 2:3 |
| AE Karawa Lambusa  | 2:3 | 3:1   | -   |

Źródło: 
1 Drużyna gospodarzy jest wymieniona po lewej stronie tabeli.
Kolory:
  zwycięstwo gospodarzy 3:0 lub 3:1
  zwycięstwo gospodarzy 3:2
  zwycięstwo gości 3:0 lub 3:1
  zwycięstwo gości 3:2

### Terminarz i wyniki spotkań
| Data | Godz. | Gospodarz          | Rezultat                                | Gość               | Hala sportowa     | Widzów | *               |
| --- | ----- | ------------------ | --------------------------------------- | ------------------ | ----------------- | ------ | --------------- |
| 17.03.2025 | 20:00 | Anagennisi Derinia | 0:3 (23:25, 22:25, 22:25)               | AE Karawa Lambusa  | Hala Anagennisi   | 50     | [ 117 ] [ 118 ] |
| 23.03.2025 | 18:00 | AE Karawa Lambusa  | 2:3 (22:25, 25:20, 25:17, 23:25, 13:15) | Anagennisi Derinia | Lykeio Polemidion | 20     | [ 119 ] [ 120 ] |
| 25.03.2025 | 20:00 | APOEL              | 2:3 (25:14, 18:25, 25:23, 24:26, 13:15) | AE Karawa Lambusa  | Hala Lefkoteo     | 15     | [ 121 ] [ 122 ] |
| 28.03.2025 | 20:00 | APOEL              | 3:1 (21:25, 25:21, 25:21, 25:15)        | Anagennisi Derinia | Hala Lefkoteo     | bd.    | [ 123 ] [ 124 ] |
| 31.03.2025 | 20:00 | Anagennisi Derinia | 2:3 (25:23, 16:25, 27:25, 17:25, 14:16) | APOEL              | Hala Anagennisi   | 90     | [ 125 ] [ 126 ] |
| 5.04.2025 | 20:00 | AE Karawa Lambusa  | 3:1 (25:17, 26:24, 20:25, 25:18)        | APOEL              | Lykeio Polemidion | 20     | [ 127 ] [ 128 ] |
| Godziny do 30 marca 2025 roku podane są według strefy czasowej UTC+2, a od 30 marca 2025 roku według strefy czasowej UTC+3. Źródło: |       |                    |                                         |                    |                   |        |                 |

### Tabela
| Lp.             | Drużyna            | Pkt | Mecze | Mecze | Mecze | Rodzaj wyniku | Rodzaj wyniku | Rodzaj wyniku | Rodzaj wyniku | Rodzaj wyniku | Rodzaj wyniku | Sety | Sety | Sety | Małe punkty | Małe punkty | Małe punkty |
| Lp.             | Drużyna            | Pkt | M     | W     | P     | 3:0           | 3:1           | 3:2           | 2:3           | 1:3           | 0:3           | wyg. | prz. | +/–  | zdob.       | str.        | +/–         |
| --------------- | ------------------ | --- | ----- | ----- | ----- | ------------- | ------------- | ------------- | ------------- | ------------- | ------------- | ---- | ---- | ---- | ----------- | ----------- | ----------- |
| 1               | AE Karawa Lambusa  | 18  | 16    | 6     | 10    | 1             | 2             | 3             | 3             | 2             | 5             | 26   | 38   | −12  | 1337        | 1420        | −83         |
| 2               | APOEL              | 16  | 16    | 6     | 10    | 0             | 3             | 3             | 1             | 2             | 7             | 22   | 39   | −17  | 1299        | 1387        | −88         |
| 3               | Anagennisi Derinia | 14  | 16    | 4     | 12    | 2             | 1             | 1             | 3             | 4             | 5             | 22   | 39   | −17  | 1329        | 1424        | −95         |
| Legenda: baraże |                    |     |       |       |       |               |               |               |               |               |               |      |      |      |             |             |             |

Źródło: 
Punktacja: 3:0 i 3:1 – 3 pkt; 3:2 – 2 pkt; 2:3 – 1 pkt; 1:3 i 0:3 – 0 pkt
Zasady ustalania kolejności: zob. sekcję powyżej
Uwaga: Do tabeli zostały wliczone wszystkie mecze rozegrane w fazie zasadniczej.

## Klasyfikacja końcowa
| Poz. | Drużyna                     | Uwagi                              |
| 1.   | Kuutio Homes Pafiakos Pafos | prawo udziału w el. Ligi Mistrzów  |
| 2.   | Omonia Nikozja              | prawo udziału w Pucharze Challenge |
| 3.   | Nea Salamina Famagusta      |                                    |
| 4.   | Anorthosis Famagusta        |                                    |
| 5.   | AE Karawa Lambusa           |                                    |
| 6.   | APOEL                       |                                    |
| 7.   | Anagennisi Derinia          | baraże                             |